# Couepia spicata
Couepia spicata är en tvåhjärtbladig växtart som beskrevs av Adolpho Ducke. Couepia spicata ingår i släktet Couepia och familjen Chrysobalanaceae. Inga underarter finns listade i Catalogue of Life.